# Țara Almăjului
Țara Almăjului (maghiară Almási-medence, "livadă cu meri") este o regiune rurală izolată din Banat, situată în partea central - sudică a județului Caraș-Severin. 

## Așezare

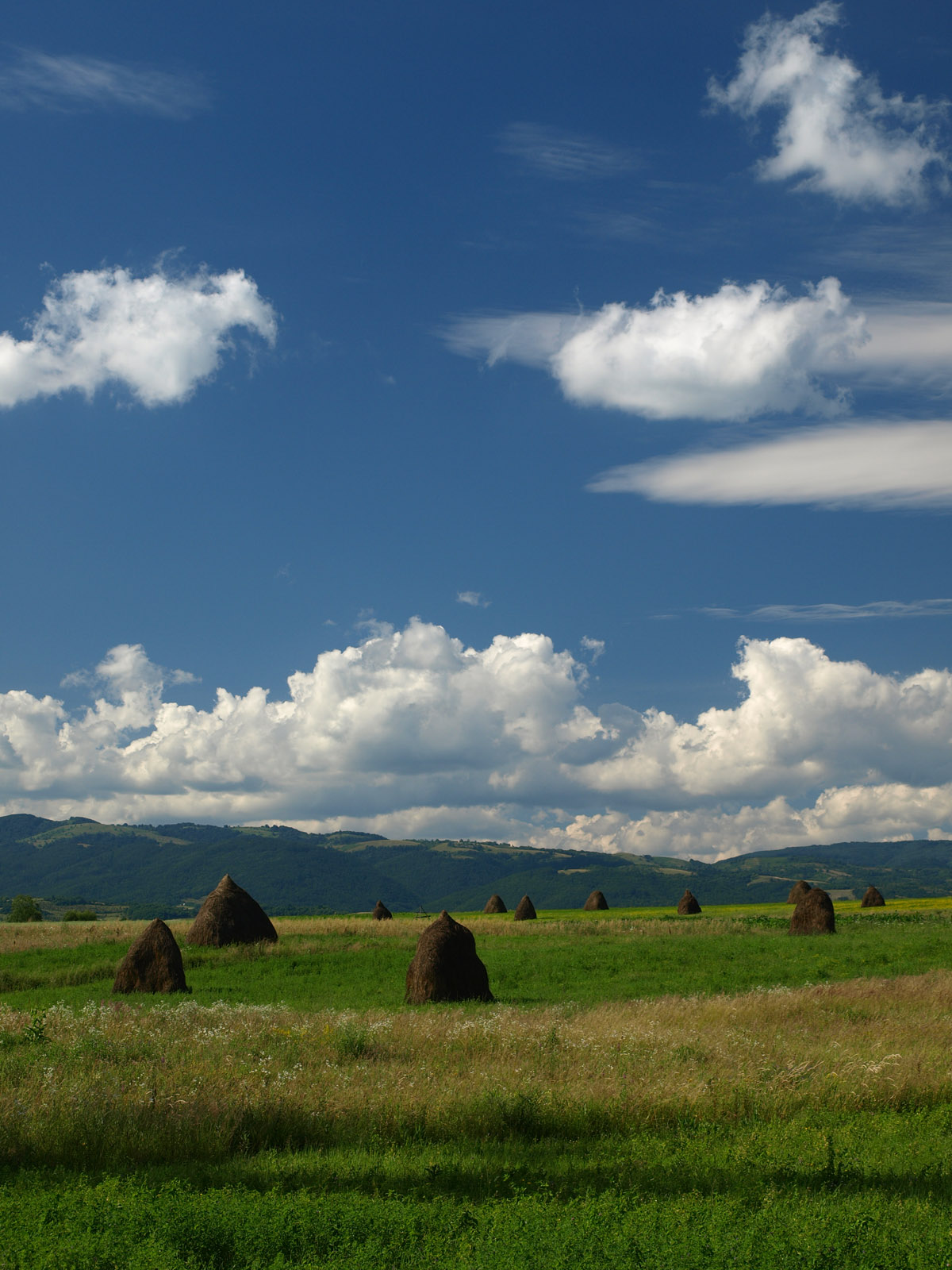
Peisaj din Valea Almăjului.

Este o depresiune intramontană mărginită la vest de Munții Aninei (maghiară az Aninai-hegység, germană das Anina-Gebirge), la sud și la est de Munții Almăjului (maghiară az Almás-hegység, germană Almasch-Gebirge) iar la nord de Munții Semenic (maghiară a Szemenik-hegység). Este străbătută de râul Nera.
Aceste masive muntoase, acoperite cu păduri seculare, se sprijină, la est și spre vest, pe dealuri cu o inălțime de 800 m (capul dealului Țărova, 788 m) si dealul Stăncilova, la vest (înalt de 576 m). Cele două dealuri se prelungesc spre valea Nerei și pierd treptat din înalțime pana la altitudine de sub 300 m.

## Istoric
A fost unul dintre cele opt  districte medievale bănățene privilegiate.

## Descriere

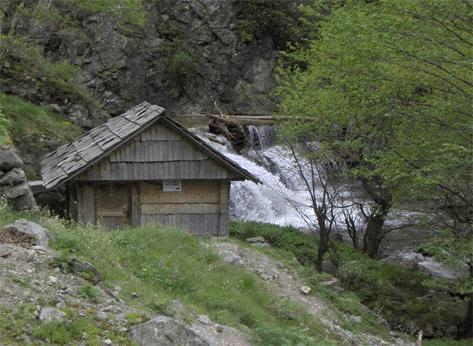
Moară de apă pe valea Rudăriei

În zonă nu se găsește nici o așezare urbană, localitatea Bozovici suplinind rolul acesteia. Nici o cale ferată nu străbate regiunea, care are totuși acces la o șosea națională. Din punct de vedere etnografic și folcloric zona este deosebit de bogată, complexul mulinologic de pe Valea Rudăriei fiind un exemplu concludent

## Populație
Populația Țării Almăjului numără 13.473 de locuitori.

## Așezările din Țara Almăjului
- Bănia (fost Cracu Otara)
- Borlovenii Noi (fost Breazova)
- Borlovenii Vechi
- Bozovici
- Dalboșeț (fost Grădiște)
- Eftimie Murgu (fost Rudăria)
- Gârbovăț (fost Gârboț)
- Lăpușnicu Mare
- Moceriș
- Pătaș
- Prigor
- Prilipeț (fost Pîrlipăț)
- Putna
- Șopotu Nou (fost Buceaua)
- Șopotu Vechi